# The Doctor Falls
"The Doctor Falls" é o décimo segundo e último episódio da décima temporada da série de ficção científica britânica Doctor Who, transmitido originalmente através da BBC One em 1 de julho de 2017. É a segunda parte do season finale da temporada, que começou no episódio anterior, "World Enough and Time". Ambos foram escritos por Steven Moffat e dirigidos por Rachel Talalay.
O episódio conclui a primeira história com vários Mestres, bem como é a história de origem dos Cybermen. Em "The Doctor Falls", o Doutor (Peter Capaldi) precisa salvar a si mesmo e a população de um gigantesca nave-colônia dos Cybermen, ao mesmo tempo que lida com duas encarnações diferentes do Mestre (Michelle Gomez e John Simm).

## Enredo
A bordo da nave-colônia maciça no horizonte de eventos de um buraco negro, o Doutor descobre que Bill Potts foi convertida em um Cyberman. O Mestre e Missy o capturam, mas ele reprograma a Cybernet para que os Senhores do Tempo passem a ser o alvo das criaturas, obrigando-os a evacuar. Nardole ajuda a resgatá-los com uma nave roubada, embora o Doutor seja eletrificado por um Cyberman. Eles evacuam para um nível superior da nave, onde o tempo se move mais devagar devido à dilatação do tempo.
Este nível contém uma fazenda solar, povoada por crianças com alguns adultos defendendo protótipos de Cybermen. O Doutor se recupera, mas começa a se regenerar. Bill acredita que ela ainda é humana, inconsciente da conversão, mas o Doutor explica que sua mente é forte, agindo como um filtro de percepção contra a programação do seu corpo. Bill derrama uma lágrima, que o Doutor chama de um sinal de esperança. Como Missy argumenta com o Mestre sobre sua lealdade ao Doutor, eles se deparam com um elevador camuflado, que eles poderiam usar como uma rota de fuga. Depois que eles pedem, um Cyberman atualizado chega, que o grupo destrói. O Doutor adverte que a dilatação do tempo proporciona aos seus inimigos mais tempo para se desenvolver e elaborar estratégias.
Nardole descobre que o chão abaixo da fazenda solar contém tubos de combustível e pode desencadear explosões controladas, o que eles usam para mostrar o quão forte os humanos podem ser, atrasando o ataque dos Cybermen. Percebendo que esse estratagema serve apenas para adiar sua inevitável derrota, o Doutor instrui Nardole a levar as crianças a uma fazenda solar em outro andar. Apesar dos apelos do Doutor, Missy e o Mestre abandonam-nos com o objetivo de usar o elevador para chegar até a TARDIS do Mestre, que está no nível mais baixo da espaçonave. Missy muda de ideia e esfaqueia o Mestre, desencadeando sua próxima regeneração. Ele retalia, ferindo-a mortalmente com um tiro de sua chave de fenda a laser, dizendo-lhe que ela não se regenerará.
Após a chegada de um exército de Cybermen, o Doutor começa a usar todos os tubos de combustível, engolindo todo o andar uma bola de fogo. Os Cybermen são derrotados, mas o Doutor sobrevive. Bill se ajoelha ao lado dele, e então volta para sua forma humana. Heather ("The Pilot") aparece, tendo encontrado Bill através de suas lágrimas e salvou-a. Elas levam o Doutor para a TARDIS, onde Heather convida Bill a explorar o universo com ela. Ela derrama uma lágrima no Doutor antes de ir embora.
A TARDIS decola e o Doutor acorda, recusando-se a se regenerar definitivamente. Ele sai em meio de uma nevasca e encontra o Primeiro Doutor.

### Continuidade
Missy sabe que o Doutor foi morto por uma queda porque o Quarto Doutor caiu de uma torre de radiotelescópio que deteve seu plano de dominação do universo em Logopolis.
O Doutor oferece ursinhos de goma a Alit, um doce comido por outros Doutores, mas mais intimamente associado ao Quarto Doutor.
Missy não pode se lembrar de seu passado como o Mestre, pois as linhas de tempo estão "fora de sincronia", por duas encarnações suas estarem juntas. Esta foi a explicação dada em "The Day of the Doctor" quanto ao motivo pelo qual as encarnações passadas do Doutor não se lembram dos detalhes de seus encontros uns com os outros. Quando Missy abraça o Mestre, ela diz: "Adorei ser você". Isto é o que o Décimo Doutor diz ao Quinto Doutor antes de se separarem no mini-episódio "Time Crash".
Durante a batalha final, o Doutor lista os vários locais de seus encontros com os Cybermen: Mondas, Telos, Planeta 14, Voga, Canary Wharf e a Lua. Ele também menciona Marinus, uma referência aos eventos dos quadrinhos do Sexto Doutor The World Shapers de Grant Morrison, em que os Cybermen invadiram esse planeta.
"Eu não sou um médico. Eu sou o Doutor. O original, por assim dizer." Essa é uma mistura de duas linhas de histórias anteriores da série clássica. Em Robot, o Quarto Doutor diz a Harry Sullivan que "posso ser um médico, mas eu sou o Doutor. O artigo determinante, por assim dizer". Em The Five Doctors, o Primeiro Doutor diz a Tegan que "eu sou o Doutor. O original, por assim dizer".
Bill diz adeus ao Doutor dizendo: "Onde há lágrimas, há esperança". Isso parafraseia as últimas palavras do Terceiro Doutor em Planet of the Spiders: "Não, não chore. Enquanto há vida, há (esperança)".
O Doutor lembra de vários de seus ex-acompanhantes da série moderna, com cada qual dizendo seu nome, semelhante ao que o Quarto Doutor experimentou em Logopolis. Quando o Doutor acorda, ele cita as últimas e primeiras frases de Doutores anteriores: "Os Sontarans perverteram o curso da história humana!" (o Quarto Doutor em Robot), "Eu não quero ir!" (o Décimo Doutor em The End of Time), e "quando o Doutor era eu..." (o Décimo primeiro Doutor em "The Time of the Doctor").

## Produção
A leitura deste episódio ocorreu em 21 de fevereiro de 2017. Em 6 de março de 2017, a BBC afirmou que o trabalho dos dois episódios finais da série, "World Enough and Time" e "The Doctor Falls", haviam começado, com Rachel Talalay voltando a dirigir o terceiro final consecutivo da série. As filmagens foram concluídas em 7 de abril de 2017. A cena final envolvendo David Bradley foi filmada como parte do especial de natal em junho de 2017.

### Elenco
David Bradley aparece na conclusão do episódio como o Primeiro Doutor. Bradley retratou William Hartnell no documentário An Adventure in Space and Time e apareceu como o vilão Solomon em "Dinosaurs on a Spaceship", bem como dublando o personagem de Shansheeth Blue em "Death of the Doctor" no spin-off The Sarah Jane Adventures.

## Transmissão e recepção
"The Doctor Falls" foi transmitido originalmente na noite de 1 de julho na BBC One. Foi assistido por 3,75 milhões de espectadores durante a noite. Em comparação com outros programas que foram exibidos, Doctor Who ficou relativamente bem com uma participação de 25,3%. Recebeu um Índice de Apreciação de 83.

### Recepção crítica
| Críticas profissionais            | Críticas profissionais |
| Avaliações da crítica             | Avaliações da crítica  |
| Fonte                             | Avaliação              |
| --------------------------------- | ---------------------- |
| Rotten Tomatoes (Tomatometer)     | 100%                   |
| Rotten Tomatoes (Pontuação geral) | 9.15                   |
| The A.V. Club                     | A                      |
| Entertainment Weekly              | A-                     |
| SFX Magazine                      | [ 11 ]                 |
| TV Fanatic                        | [ 12 ]                 |
| IGN                               | 7,9                    |
| New York Magazine                 | [ 14 ]                 |
| Radio Times                       | [ 15 ]                 |
| Daily Mirror                      | [ 16 ]                 |

"The Doctor Falls" recebeu críticas extremamente positivas, com a maioria dos revisores achando um final adequado para a décima temporada.
Dando ao episódio cinco estrelas, Patrick Mulkern da Radio Times destacou as performances como um dos pontos fortes do episódio, dizendo: "Capaldi, Simm e Gomez são, naturalmente, divinos juntos. Peter Capaldi é magnífico como sempre. Isso é verdadeiramente o seu Doutor pode cair, mas ele está de pé em uma competição dura. O Mestre de John Simm é um bastardo implacável até o fim, mas não a penumbra de sete anos atrás. Michelle Gomez é simplesmente soberba na duplicidade e na busca da alma e na risada de sua própria tragédia. Sua dança, flerte e traição são para morrer".
Escrevendo para a IGN, Scott Collura também elogiou a dinâmica entre os dois Mestres, descrevendo-a como "A maneira como eles são meio que entre irmão-irmã e namorado-namorada é adequadamente grosseira, e a presença do Mestre e como ele serve para tentar trazer Missy de volta para seus velhos caminhos faz tanta sensação interna de que Moffat realmente nem precisa escrever no papel".
Daniel Jackson do Daily Mirror também sentiu que o episódio era uma conclusão imensamente satisfatória com grandes narrativas e apresentações épicas, dizendo: "Com todos os teasers e trailers, teria sido tão fácil para "The Doctor Falls" ser um fracasso - mas realmente não foi. Foi uma conclusão imensamente satisfatória, completa, entrado na coragem que se junta brilhantemente por dois motivos simples: narrativa inteligente e ação tremenda".
Finalmente, Alasdair Wilkins, do The A.V. Club, chamou o episódio de "final perfeito", explicando: "Este é um Doctor Who que sabe exatamente quem ele é, interpretado por um ator que sabe exatamente como ele quer desempenhar o papel, fatos que são em última análise absorvidos na narrativa com a recusa do Doutor de se regenerar e se transformar em uma nova pessoa".